# Attila Pataky
Attila Pataky (* 2. července 1951, Miskolc) je maďarský rockový zpěvák, nejvíce známý svým účinkováním ve skupině Edda Művek, ke které se přidal v roce 1974. Roku 1985 pak kapelu po dvouleté přestávce s dalšími muzikanty obnovil a zpívá v ní i nadále. 

## Životopis
Pataky patří mezi jedny z původních členů Eddy a ze současné sestavy v ní hraje nejdéle. Do skupiny přišel během studií na miskolcké univerzitě, kde studovali i ostatní členové kapely a zakladatel József Hálasz si ho díky jeho hlasu vybral jako vhodného zpěváka. Popularita uskupení postupně rostla a Pataky začal pomýšlet na profesionální hudební dráhu. Po odchodu Hálasze se rozhodl doplnit do názvu skupiny slovo „Művek”, vyjadřující původ skupiny.
V roce 1978 se po předčasném úmrtí bubeníka Józsefa Slepcsika do skupiny vrátil Hálasz a začali se věnovat hudbě na plný úvazek. Poté byl do skupiny přijat i István Slamovits a spolu s Patakym vytvořili nejsilnější tvůrčí dvojici. Dva roky nato bylo vydáno první studiové album I., které skupině definitivně zaručilo vysokou popularitu. Po vydání čtyř alb ale byla původní sestava díky neshodám mezi Patakym a Slamovitsem roku 1983 rozpuštěna a hudebníci se věnovali svým projektům. 

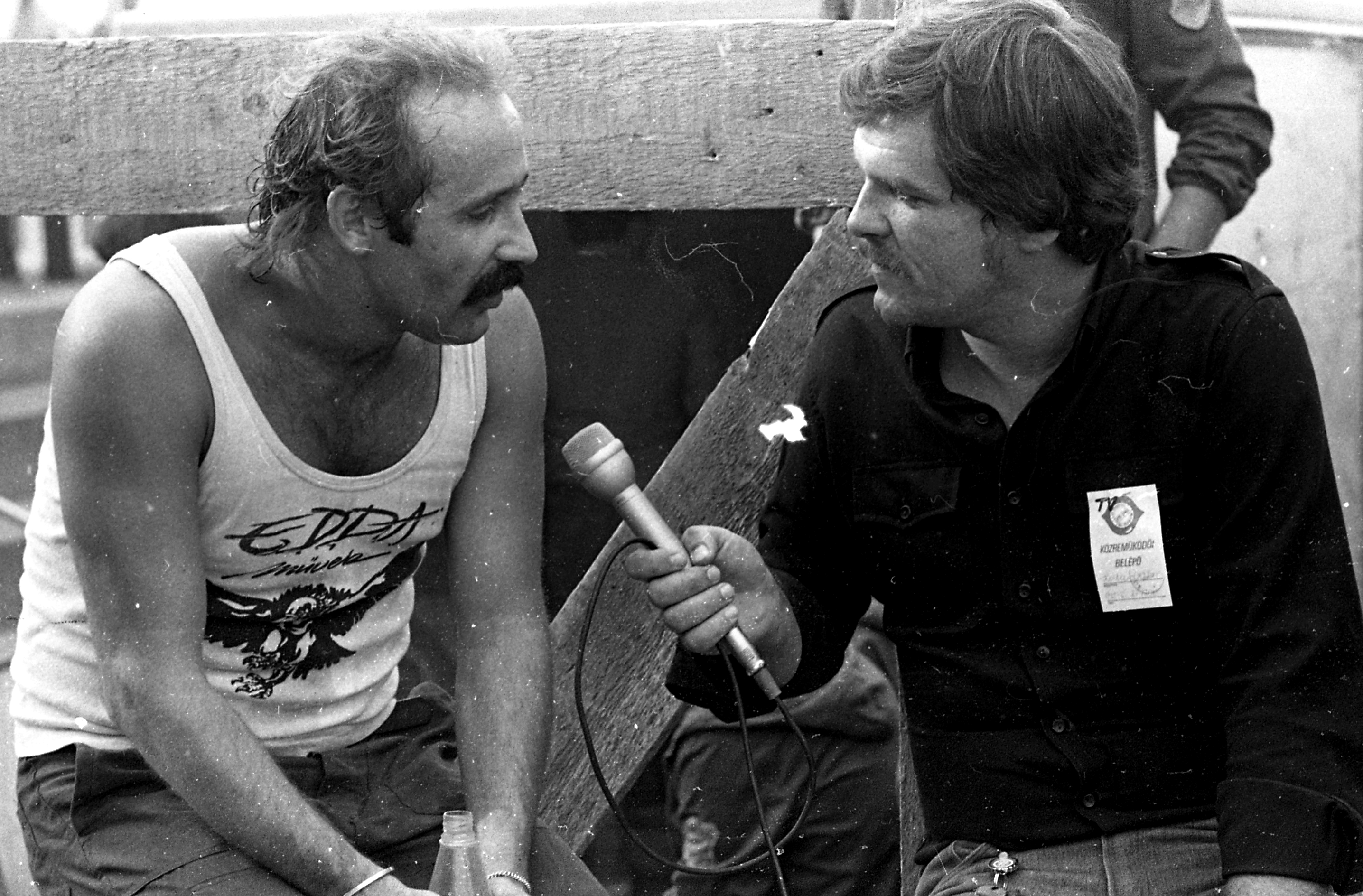
Attila Pataky (vlevo) na rockovém festivalu v roce 1983, krátce před rozpadem skupiny

Po rozpadu skupiny se Pataky krátce snažil o sólovou dráhu, již následujícího roku ale zkontaktoval některé původní členy s nabídkou skupinu obnovit (Slamovits mezi nimi ale nebyl). Spolu s Lászlem Fortunou, Endre Csillagem a Peterem Csomósem tak odjeli do Norska, kde koncertovali po místních klubech, aby si vydělali peníze na nový začátek. Roku 1985 vzniká Edda Művek v nové sestavě. 
V 90. letech Edda vydávala nová alba, která se více přibližovala ke stylu art rocku a dalších stylů. Kritici vyčítali skupině odklon od původního hudebního ladění, na které byli posluchači zvyklí, zpěvákovi fanoušci na nich však naopak dokazují hlasovou univerzálnost Patakyho. Po několika dalších změnách v sestavě Edda s Patakym na pozici frontmana hraje a stále si udržuje vysokou popularitu; v roce 2015 vydala své zatím poslední album, A sólyom népe.
V roce 2012 obdržel Attila Pataky rytířský kříž Řádu za zásluhy v oblasti hudby a umění.

## Diskografie

### Edda Művek
- 1980 - Edda Művek 1.
- 1981 - Edda Művek 2.
- 1983 - Edda Művek 3.
- 1984 - Viszlát Edda!
- 1985 - Edda Művek 5.
- 1986 - Edda Művek 6.
- 1988 - Változó idők
- 1988 - Pataky-Slamovits
- 1989 - Szaga van
- 1990 - Győzni fogunk
- 1990 - Best Of Edda 1980-1990
- 1991 - Szélvihar
- 1992 - Edda Művek 13.
- 1992 - Az Edda két arca
- 1993 - Elveszett illúziók
- 1994 - Lelkünkből
- 1994 - Sziklaszív
- 1995 - Edda Blues
- 1995 - Edda 15. születésnap
- 1996 - Elvarázsolt Edda-dalok
- 1997 - Edda 20.
- 1997 - Lírák II.
- 1998 - Best Of Edda 1988-1998
- 1998 - Fire And Rain
- 1999 - Nekem nem kell más
- 2000 - Reader's Digest
- 2003 - Örökség
- 2005 - Isten az úton
- 2005 - Platina
- 2006 - A szerelem hullámhosszán
- 2009 - Átok és áldás
- 2012 - Inog a világ
- 2015 - A sólyom népe
- 2018 - Dalok a testnek, dalok a léleknek
- 2021 - A hírvivő

### Sólová alba
- 1998 - Dáridó Pataky-módra
- 2000 - Csupaszív - Világslágerek Pataky-módra
- 2001 - Dáridó Pataky-módra 2.